# Нерсесов, Евгений Викторович
Евге́ний Ви́кторович Нерсе́сов (13 сентября 1921 — 25 февраля 2009) — советский дипломат, чрезвычайный и полномочный посол.

## Биография
Член КПСС с 1944 года. Участник Великой Отечественной войны, служил в 11 танковом полку 11 танковой бригады и в 141 танковом полку 61 танковой дивизии. Окончил Московский государственный институт международных отношений (МГИМО) МИД СССР (1951). На дипломатической работе с 1951 года.
- В 1951—1954 годах — сотрудник центрального аппарата МИД СССР.
- В 1954—1961 годах — сотрудник посольства СССР во Франции.
- В 1961—1962 годах — сотрудник центрального аппарата МИД СССР.
- В 1962—1965 годах — на ответственной работе в центральном аппарате МИД СССР.
- В 1965—1969 годах — советник посольства СССР в Сирии.
- С 29 июля 1969 по 18 сентября 1974 года — чрезвычайный и полномочный посол СССР в Чаде[2].
- В 1974—1978 годах — на ответственной работе в центральном аппарате МИД СССР.
- С 3 октября 1978 по 24 декабря 1983 года — чрезвычайный и полномочный посол СССР в Марокко[3].
- С 24 декабря 1983 по 11 декабря 1987 года — чрезвычайный и полномочный посол СССР в Мали[4].